# 岩本照
岩本 照（いわもと ひかる、1993年〈平成5年〉5月17日 - ）は、日本のアイドル、タレント、俳優、振付師、演出家、ダンサー、ファッションモデル、筋トレスペシャリスト。男性アイドルグループ・Snow Manのメンバーで、グループのリーダーを務める。愛称は、ひーくん、照くん、いわもっちゃん。
埼玉県出身。STARTO ENTERTAINMENT所属。初期は「岩本ひかる」名義で活動していた。

## 来歴
EXPG出身。6歳からダンスを習い始め、小学3年生の頃には大人と同じクラスで踊っていた。「踊れたらかっこいい」という理由で母親にダンススタジオに無理矢理連れて行かれたため最初は嫌々だったが、そんな時に見たマイケル・ジャクソンに憧れ、将来は踊りで職に就きたいと決意する。幼いころから普通が嫌いで、人が“ムリムリ、それはいくらなんでも”と言うことに興味があったため、その最高峰の舞台がジャニーズ事務所であると考え自ら履歴書を応募した。返事が来なかったため何度か応募し、初めて返信があった中学1年生の時にオーディションを受ける。しかし簡単な振付の踊りの審査だけだったため納得できず、オーディション終了後にジャニー喜多川と振付師に直談判。2時間みっちり自分の踊りを見てもらったことで、急遽翌日の横浜アリーナでのKAT-TUNのデビューコンサートに出演が決まり、京本大我とともにステージに上がった。ジャニーからはすぐに入所するよう勧められたが、オーディションの通知がくる前に他のミュージカルの出演が決まっていたため、それが終わってから改めて連絡し、2006年10月1日に13歳で入所した。
入所直後からKis-My-Ft2やA.B.C.と一緒に活動するなどかなり異質な存在であり、グループに所属するまでは千賀健永とシンメトリーでKAT-TUN、タッキー&翼のツアーを掛け持ちで回っていた。その後、Jr.BOYSのメンバーとして活動し、センターをつとめる。
2009年にMis Snow Manのメンバーに選ばれ、2012年からSnow Manのメンバーとして活動する。
2017年に夢の1つだった『SASUKE』への初出場を果たす。入所から10年が過ぎ、そろそろリミットを決めなければと思っていたタイミングでの出演オファーだったため、『SASUKE』に出られたから辞めずにいた部分もあると語っている。以降、着実にステージを進み、2020年に1stステージを初クリア。常連として知られるようになり、2024年には初の世界大会となる『SASUKEワールドカップ2024』の日本代表メンバーに選出され、「JAPAN Blue」の一員として出場した。
2018年10月25日、舞台『愛と青春キップ』で初の外部出演を果たし、渡辺翔太、阿部亮平とともにトリプル主演を務める。
入所13年目、結成8年目の2020年1月22日にシングル『D.D./Imitation Rain』でCDデビュー。デビューが決まった後の9人の食事会にて、“人数も多いし、リーダーを決めたほうがいいと思うんだ。俺は照がいいと思うけど、みんなどう？”と深澤辰哉が提案し、リーダーとなる。

### デビュー以降
2020年3月、過去の飲酒関係の不祥事が判明し、一定期間の芸能活動自粛が発表された。同年7月1日に活動再開を発表。
2022年7月8日公開の『モエカレはオレンジ色』で映画単独初主演を務める。同年8月には『キャッチ・ミー・イフ・ユー・キャン』でブロードウェイミュージカル初主演を務め、レオナルド・ディカプリオも演じた天才詐欺師役を演じた。同作品は大好評を受け、2024年の再演でも主演を務めた。
2023年10月、舞台『少年たち 闇を突き抜けて』の構成・演出・振付を初めて単独で手掛けた。「難しそう」よりも「面白そう」という思考が勝り、その自分の直感に従って2つ返事で引き受けた。
2024年1月、『恋する警護24時』で連続ドラマ単独初主演を務める。初回から同枠の歴代トップタイとなる個人視聴率を記録し、見逃し配信再生回数も同枠で歴代最速となる3日間で100万回を突破。7日間で147万回となり“歴代最高”も記録。続く第2話でも見逃し配信再生回数が約100万回となり歴代最高記録を更新した。
2024年11月29日、鼻の中にできた良性の腫瘍の切除手術を行ったため、一定期間一部の活動を制限することが発表される。12月15日より活動を再開。
2025年5月17日、32歳の誕生日に個人のInstagramアカウントを開設。

## 人物
Snow Manのリーダーであり頼れる兄貴分。振付師としても活動。グループのオリジナル曲の振付も多く手掛け、メンバーに直接指導することもある。
芸能界きっての肉体派、筋トレキャラとして知られている。『SASUKE』常連メンバーであり、日本能力教育促進協会（JAFA）が認定している筋トレスペシャリストを保有。
父は元甲子園球児。父の家系は全員野球をしており、自身のみしていない。母はバンドを組んでいた。妹と弟がいる。名前の由来は「常にみんなを照らす存在になるように」という理由で名付けられた。
3才から中学3年生までピアノを習っており、小学校、中学校の卒業式では伴奏を務めた。ボーイスカウトの活動もしていた。高校時代は器械体操部に所属していた。
雨男であり、「僕の現場で雨が降らないことはない」と自身でも認めている。

### 趣味・特技・嗜好
- 2013年に『劇場版 BAD BOYS J -最後に守るもの-』で共演した俳優の阿部亮平に腕相撲で負けたことをきっかけに筋トレを始める[56][57]。2017年3月頃から本格的にジムに通い始め[56]、体脂肪4%というトップアスリート並みの身体を作り上げた[58]。2.7%だったこともあるが[59]、ステージ上でアクロバットの邪魔にならないカラダであることが大事で体脂肪率5％くらいが理想だとしている[60]。2018年にはフィットネス雑誌『Tarzan』の表紙も飾り[61]、同誌で月1回の連載もスタートさせ[62]、ステイホーム中には「筋トレスペシャリスト」の資格を取得した[63]。食生活は水分で摂る量を調節し食べる時間を細かく分けて食べたり[64]、2024年には朝食はヨーグルトとフルーツ入りオートミール、乳酸菌飲料というメニューを5年以上毎日続けていることを明かしているが[65]、食事制限はしたことがなく[66]、タピオカを何杯も飲んだり夜中にラーメンを食べることもある[67]。ジムには週5日通い、自宅では取り外しのできる懸垂バーを設置。視界に入るたびに「やらなきゃいけないというモードにする」と話す[65]。
- サウナ好きで、サウナ・スパプロフェッショナルの資格を持っている[68][69]。2023年にはSnow ManのYouTubeチャンネルでサウナ企画が公開され、サウナポンチョの役割を解説したり、「均等に体を温めるために、なるべく体の高低差をなくす」といった知識や注意事項も伝授し、プロフェッショナルぶりを発揮した[70]。
- 登山やキャンプが趣味[56][71]。休日は朝早くから登山に行き、日帰り温泉に寄って帰ることもある[72]。車やバイクも好きで[73]、バイクは大型免許を持っている[74]。
- ファッションが大好きで[75]、古着屋にも行く[76]。バイクに乗る機会が多いため、洋服を試着する時はハンドルを握った姿勢になって、そのシルエットを基準に選んでるといい、アメカジ系が多い[73]。ワークマンのヘビーユーザーでもある[77]。目黒蓮からは、「独特の個性があって、普通の人だったら失敗しちゃうようなコーディネートをサラリと着こなしているから。センス抜群です。」と言われている[78]。2023年6月8日には原宿のヨドバシJ6ビルで開催されたRIMOWA 125周年アニバーサリーイベント「SEIT 1898」オープニングレセプションパーティに来場[79]。2024年9月21日〈現地時刻〉にはイタリアで開催された「ドルチェ&ガッバーナ 2025年春夏コレクション」のフロントロウにも登場したり[75][80]、2025年4月24日に銀座で行われた「ドルチェ&ガッバーナ 銀座 リニューアルオープン イベント」にも出席した[81]。
- 2014年の誕生日に滝沢秀明から駐車場付きのシルバニアファミリーの家をもらったことを機に、シルバニアファミリーを集めており、自宅のそれぞれの部屋にジャンル別のコーナーを作っている[82]。2017年にはそれを使ってアクロバットの新技や構成を考えていることを明かしていた[83]。
- お化け屋敷[84]と虫[85]が苦手。「さわれない」と言う虫のなかでも特に怖いのはバッタ[86]。
- 甘いものが大好きで、特にチョコレートが大好物[87]。タピオカ[88]、わらび餅ドリンク、ナンも好き[89]。苦手な食べ物はきゅうり、ネギ[52]。

### 交友関係
- 同期にSixTONESの京本大我がいる[14]。唯一の同期であり、京本からは「何かある度に2人で話し込んだりとかは、デビュー直前までずっとしていましたね」と語られている[14]。オーディション日は異なるものの同時期に入所したジェシーとも同期と言われており、“岩ジェシ”、“岩ジェ”などの呼び名で人気を博してきた[90]。
- 尊敬している先輩は滝沢秀明と国分太一[91]。滝沢からはJr.時代からその素養を買われ、グループはもちろんJr.のリーダー的存在として期待されていた存在であり[2]、自身も「今の僕たちがあるのは滝沢さんのおかげ」と語っていた[92]。国分からは「推しメン」と言われている[93]。
- ジャニーズWESTの重岡大毅とSexy Zoneの中島健人とは“親友”であることを公言しており[94]、ドラマ『BAD BOYS J』で共演したことを機に仲が深まり、“けんしげひーの仲良し旅”を敢行する程の仲でもある[95]。
- 樽美酒研二、日置将士、山葵とは“サスケ4兄弟”と言われており[96]、プライベートでもよく一緒にいる[97]。
- 高校の同級生に吉沢亮、福士蒼汰、武井咲、竹内涼真、白濱亜嵐[2]、元木聖也[98]、岸洋佑[99]がいる。白濱亜嵐とは親交が深く、同じクラスの隣の席で授業を受けていた[100]。
- 尾上右近とは大親友であり、2023年2月6日に放送された『アイ・アム・冒険少年』では熱き男たちの最強ペア対決と題した脱出島に参戦し、テレビ初共演を果たした[101]。桐山漣や武田航平とも親交があり、「お兄ちゃん」のような存在であり甘えられると話す[102]。

## 出演
グループでの出演はJr.BOYS、Mis Snow Man#出演、Snow Man#出演を参照。個人での出演のみ記載。

### テレビドラマ
※主演作品は太字表記
- 理想の息子 第7話（2012年2月25日、日本テレビ） - 班田の手下の中のリーダー格 役[103]
- THE QUIZ（2012年9月1日、日本テレビ） - 敷島陸 役[104]
- Piece（2012年10月6日 - 12月29日、日本テレビ） - 木戸純平 役[103]
- BAD BOYS J（2013年4月7日 - 6月23日、日本テレビ） - 川中陽二 役[105]
- SHARK（2014年1月12日 - 3月30日、日本テレビ） - 里見憲三 役[106]
  - SHARK〜2nd Season〜 第7話（2014年6月8日、日本テレビ） - 里見憲三 役[107]
- お兄ちゃん、ガチャ 第9話（2015年3月8日、日本テレビ） - ケンさん 役[108]
- 簡単なお仕事です。に応募してみた（2019年7月23日 - 9月24日、日本テレビ） - 主演・早川優/サルサ 役（ラウール、渡辺翔太、目黒蓮とカルテット主演）[109]
- チート〜詐欺師の皆さん、ご注意ください〜 第3話 - 最終話（2019年10月17日 - 12月5日、日本テレビ） - 大谷光司 役[110]
- やっぱりおしい刑事 第6話（2021年4月11日、NHK BSプレミアム） - 甲元和真 役[111]
- 今日からヒットマン 最終話（2023年12月15日、テレビ朝日） - 北沢辰之助 役[112]
- 恋する警護24時（2024年1月13日 - 3月9日、テレビ朝日） - 主演・北沢辰之助 役[38][89]

### テレビ番組
- ガムシャラ!（2014年6月21日 - 12月20日、テレビ朝日）[113][114]
- SASUKE（2017年〔第33回〕- 2024年〔第42回〕、TBS）[24][115][116][117][118][119][120][121][122][123]
  - SASUKEワールドカップ2024（2024年8月21日、TBS）[124]

### 映画
- HOT SNOW（2011年7月9日公開、メディアプルポ） - 主演・林勇 役（Mis Snow Manとして主演）[125]
- 劇場版 私立バカレア高校（2012年10月13日公開、ショウゲート） - 真嶋海斗 役[126]
- 劇場版 BAD BOYS J -最後に守るもの-（2013年11月9日公開、ショウゲート） - 川中陽二 役[127]
- ラスト・ホールド!（2018年5月12日公開、松竹） - 河口亮二 役[128]
- 映画 少年たち（2019年3月29日公開、松竹） - コウタ 役 [129]
- おそ松さん（2022年3月25日公開、東宝） - 主演・カラ松 役（Snow Manとして主演）[130]
- モエカレはオレンジ色（2022年7月8日公開、松竹） - 主演・蛯原恭介 役[131]

### 舞台
- 滝沢演舞城 2007（2007年7月3日 - 29日、新橋演舞場）[132]
- DREAM BOYS（2008年3月4日 - 3月30日、帝国劇場）[133]
- PLAYZONE FINAL 1986-2008〜SHOW TIME Hit Series〜 Change（2008年7月6日 - 8月8日、青山劇場）[133]
- SUMMARY 2008（2008年8月2日 - 9月5日、お台場青海J地区特設会場Johnnys Theater）[133]
- 愛と青春キップ（2018年10月25日 - 11月11日、オルタナティブシアター / 11月17日・18日、京都劇場） - 主演・浦川 役（渡辺翔太、阿部亮平とトリプル主演[134][135]
- キャッチ・ミー・イフ・ユー・キャン（2022年8月11日 - 9月4日、東京国際フォーラム Cホール / 9月9日 - 15日、オリックス劇場） - 主演・フランク・アバグネイル・ジュニア 役[35][136]
  - キャッチ・ミー・イフ・ユー・キャン 再演（2024年8月19日 - 9月8日[注 2]、東京国際フォーラム ホールC / 9月13日 - 17日、オリックス劇場） - 主演・フランク・アバグネイル・ジュニア 役[139]
- 祭 GALA（2024年4月1日 - 29日、新橋演舞場） - 主演（深澤辰哉、宮舘涼太とトリプル主演）[140][141]

### コンサート
- ジャニーズJr. の大冒険!＠メリディアン（2006年8月15日 - 25日、お台場・ホテルグランパシフィックメリディアン「パレロワイヤル」）[142]
- you達の音楽大運動会（2006年9月30日 - 10月1日、国立代々木第一体育館）[142]
- 2007年謹賀新年あけましておめでとう ジャニーズJr.大集合 日本武道館 5日間公演（2007年1月2日 - 7日、日本武道館）[132]
- JOHNNYS' Jr. Hey Say 07 in YOKOHAMA ARENA（2007年9月23日・24日、横浜アリーナ）[132]
- JOHNNYS' Worldの感謝祭 in 東京ドーム（2013年3月16日 - 17日、東京ドーム）[143]
- ガムシャラ Sexy 夏祭り!!〔チーム我〕（2014年7月30日・8月1日・2日・5日・9日・10日、EXシアター六本木）[144]
- ふぉ〜ゆ〜 LIVE TOUR 2024 "PANIC"（2024年7月25日、TOKYO DOME CITY HALL） - VTR出演[145]

### イベント
- JAPAN EXPO THAILAND 2023（2023年2月4日、バンコク） - 向井康二と出演[146]
- エルメス 2024年秋冬メンズコレクションショー「HERMÈS GINZA CALLING」（2024年10月24日、銀座メゾンエルメス） - モデルとしてランウェイ出演[7]

### CM
- AOKIホールディングス スーツデビュー・スーツ全品半額 「スーツデビュー」篇（2013年2月7日 - ）[147]
- サーティワンアイスクリーム「チャレンジ・ザ・トリプル」キャンペーン（2013年8月1日 - ） - 神宮寺勇太、真田佑馬、野澤祐樹と共演[148]
- アパマンショップ（2022年1月21日 - ） - ラウール、佐久間大介と共演[149][150]
- 久光製薬「フェイタス Zαジクサス」「フェイタス 5.0」（2023年4月22日 - ） - 重岡大毅と共演[151]
- パレンテ - 深澤辰哉、宮舘涼太と共演
  - 「WAVE コンタクトレンズ」CMキャラクター（2025年4月7日 - ）[152][153]
  - 「WAVE カラーコンタクトRING」（2025年6月3日 - ） - Web CM[154]
- リモワ「ザ クラフト オブ リモワ」（2025年6月13日 - 6月17日） - プロモーションムービー[155][156][157]
- 明治 ザバス「マッスルエリート」イメージキャラクター（2025年7月1日 - ）[158][159]

## 作品

### ソロ曲
| 曲名   | リンク     | 作詞       | 作曲       | 振付   | JASRAC 作品コード | 名義    | 収録                                         |
| ------ | ---------- | ---------- | ---------- | ------ | ----------------- | ------- | -------------------------------------------- |
| 新世界 |            | MAKKA      | Uio        | 岩本照 | 302-0855-6        | 祭 GALA | 映像作品『祭 GALA』収録                      |
| 7%     | [ 動画 1 ] | 鈴木まなか | 鈴木まなか | PURI   |                   |         | アルバム『THE BEST 2020-2025』〈通常盤〉収録 |

### ユニット曲
| 曲名              | リンク     | 作詞         | 作曲                                                | 振付                         | JASRAC 作品コード | メンバー                   | 収録                                     |
| ----------------- | ---------- | ------------ | --------------------------------------------------- | ---------------------------- | ----------------- | -------------------------- | ---------------------------------------- |
| ADDICTED TO LOVE  | [ 動画 2 ] | HIROMI       | Baby Scent NORDENBACK HENRIK CARL youthK            | 岩本照                       | 1P9-3870-8        | 岩本照&ラウール&佐久間大介 | アルバム『Snow Mania S1』〈初回盤B〉収録 |
| HYPNOSIS          | [ 動画 3 ] | MiNE GASHIMA | NORDQVIST ALBIN HALVAR OLAUS MiNE GASHIMA           |                              | 1R1-5574-3        | 岩本照&向井康二&目黒蓮     | アルバム『Snow Labo. S2』〈初回盤B〉収録 |
| Vroom Vroom Vroom | [ 動画 4 ] | Funk Uchino  | BERGLUND KEN MIKAEL KIM CHANG ROCK CR SB KIM SU BIN | 岩本照                       | 1S0-1933-0        | 岩本照&深澤辰哉&宮舘涼太   | アルバム『i DO ME』〈通常盤〉収録        |
| GLITCH            |            | 柿沼雅美     | NORD PETER ANTS                                     | 東京ゲゲゲイ Kensho Murakami | 1U3-8484-1        | 岩本照&ラウール            | アルバム『RAYS』〈初回盤B〉収録          |

## 雑誌連載
- マガジンハウス『Tarzan』「筋肉吟遊詩人・岩本照裏切りの筋トレ・メソッド」(2018年 No.749 - ） - 月1連載[62]

## 振付
Snow Man
| 曲名                    | リンク      | JASRAC 作品コード | 備考                                                                            |
| ----------------------- | ----------- | ----------------- | ------------------------------------------------------------------------------- |
| Party! Party! Party!    | [ 動画 5 ]  | 1M3-2217-0        |                                                                                 |
| Crazy F-R-E-S-H Beat    | [ 動画 6 ]  | 1N9-8346-3        |                                                                                 |
| Cry out                 | [ 動画 7 ]  | 1N6-0627-9        |                                                                                 |
| ZIG ZAG LOVE            | [ 動画 8 ]  | 212-8594-2        |                                                                                 |
| 君の彼氏になりたい。    | [ 動画 9 ]  | 1O7-3107-7        |                                                                                 |
| Big Bang Sweet          | [ 動画 10 ] | 256-8306-3        |                                                                                 |
| YumYumYum 〜SpicyGirl〜 | [ 動画 11 ] | 1P6-0711-6        |                                                                                 |
| Snow World              | [ 動画 12 ] | 251-5224-6        |                                                                                 |
| EVOLUTION               | [ 動画 13 ] | 265-7880-8        |                                                                                 |
| Infighter               | [ 動画 14 ] | 265-7889-1        |                                                                                 |
| REFRESH                 | [ 動画 15 ] | 270-3568-9        | 初めてCM【アサヒグループ食品 ミンティア「瞬間ミント打法ダンス」篇】も振付した。 |
| ADDICTED TO LOVE        | [ 動画 16 ] | 1P9-3870-8        |                                                                                 |
| JUICY                   | [ 動画 17 ] | 275-7535-7        |                                                                                 |
| キッタキッテナイ        | [ 動画 18 ] | 275-7540-3        |                                                                                 |
| 僕の彼女になってよ      | [ 動画 19 ] | 1Q1-2813-1        |                                                                                 |
| あいことば              | [ 動画 20 ] | 284-0090-9        |                                                                                 |
| Vroom Vroom Vroom       | [ 動画 21 ] | 1S0-1933-0        |                                                                                 |
| POWEEEEER               | [ 動画 22 ] | 1R9-3723-7        |                                                                                 |
| LOVE TRIGGER            | [ 動画 23 ] | 293-5275-4        |                                                                                 |
| Wha cha cha             |             | 315-1326-3        |                                                                                 |

IMPACTors
| 曲名     | リンク      | JASRAC 作品コード |
| -------- | ----------- | ----------------- |
| Wildfire | [ 動画 24 ] | 1P4-6310-6        |
| Fighter  |             | 1Q8-7517-3        |

舞台・コンサート
| 作品                                        | 曲名                     | リンク      | JASRAC 作品コード | 備考                   |
| ------------------------------------------- | ------------------------ | ----------- | ----------------- | ---------------------- |
| JOHNNYS' World Next Stage（2023年）         | 硝子の少年               |             | 051-3447-1        |                        |
| 少年たち 闇を突き抜けて（2023年）           | Flicky                   | [ 動画 25 ] | 1T0-4112-6        |                        |
| 祭 GALA（2024年）                           | GALA                     |             | 1T7-9370-5        |                        |
| 祭 GALA（2024年）                           | 新世界                   |             | 302-0855-6        |                        |
| ふぉ〜ゆ〜 LIVE TOUR 2024 "PANIC"（2024年） | ミッドナイト・トレンディ | [ 動画 26 ] | 275-7538-1        | プロデュースおよび振付 |